# Sikandra
Sikandra (o Sikindra) è una suddivisione dell'India, classificata come nagar panchayat, di 10.884 abitanti, situata nel distretto di Kanpur Dehat, nello stato federato dell'Uttar Pradesh.